# Грамітний
Грамі́тний — річка в Україні, в межах Верховинського району Івано-Франківської області. Права притока Пробійної (басейн Дунаю). 

## Опис
Довжина 14 км, площа басейну 53,6 км². Похил річки 44 м/км. Річка типово гірська. Долина V-подібна, в середній та верхній течії заліснена. Річище слабозвивисте. 

## Розташування
Грамітний бере початок на південь від села Грамотне, при північний схилах гори Пнів'є (масив Гринявські гори). Тече спершу на північний схід, далі поступово повертає на північ та північний захід. Впадає до Пробійної при східній околиці села Пробійнівка. 
Над річкою розташоване село Грамотне.